# Вахтангов. Путь домой
Театральный фестиваль «Вахтангов. Путь домой» — первый в истории Северного Кавказа театральный фестиваль со статусом всероссийского, проходящий во Владикавказе, Северная Осетия.
Инициатор фестиваля — некоммерческая организация «Центр поддержки и развития Театра имени Евгения Вахтангова». Учредитель фестиваля — государственный академический театр имени Евгения Вахтангова. Проходит при поддержке Президентского фонда культурных инициатив, Правительства Республики Северная Осетия — Алания, главы Республики Северная Осетия — Алания Сергея Ивановича Меняйло. Целью фестиваля является развитие и популяризация театрального искусства на Северном Кавказе. Фестиваль совершается в июле раз в год или один раз в два года.
Во время фестиваля присуждается региональная премия «За видные достижения в развитии культуры, социальной сферы и сферы креативных индустрий Республики Северная Осетия — Алания» в размере 100 тысяч рублей, которая присуждается Экспертным советом фестиваля трём участкам фестиваля. Каждый театр-участник получает памятный знак в виде статуэтки с изображением статуи Евгения Вахтангова, установленной на Арбате около Театра имени Вахтангова с основой из дореволюционного владикавказского кирпича, которым был выложен «Дом Евгения Вахтангова».

## История
Фестиваль назван именем театрального деятеля Евгения Вахтангова. Наименование связано с открытием в конце апреля 2013 года отреставрированного памятника культурного наследия федерального значения «Дом Евгения Вахтангова». На его открытии присутствовали руководство Театра имени Вахтангова, многочисленные гости и жители города. 30 апреля 2013 года на площади Свободы состоялся торжественный концерт-открытие, посвящённый открытию Дома Евгения Вахтангова под названием «Вахтангов. Путь домой». В этом концерте участвовали около трёхсот артистов Театра имени Вахтангова. Первый фестиваль состоялся в июле 2024 года.

### 2024

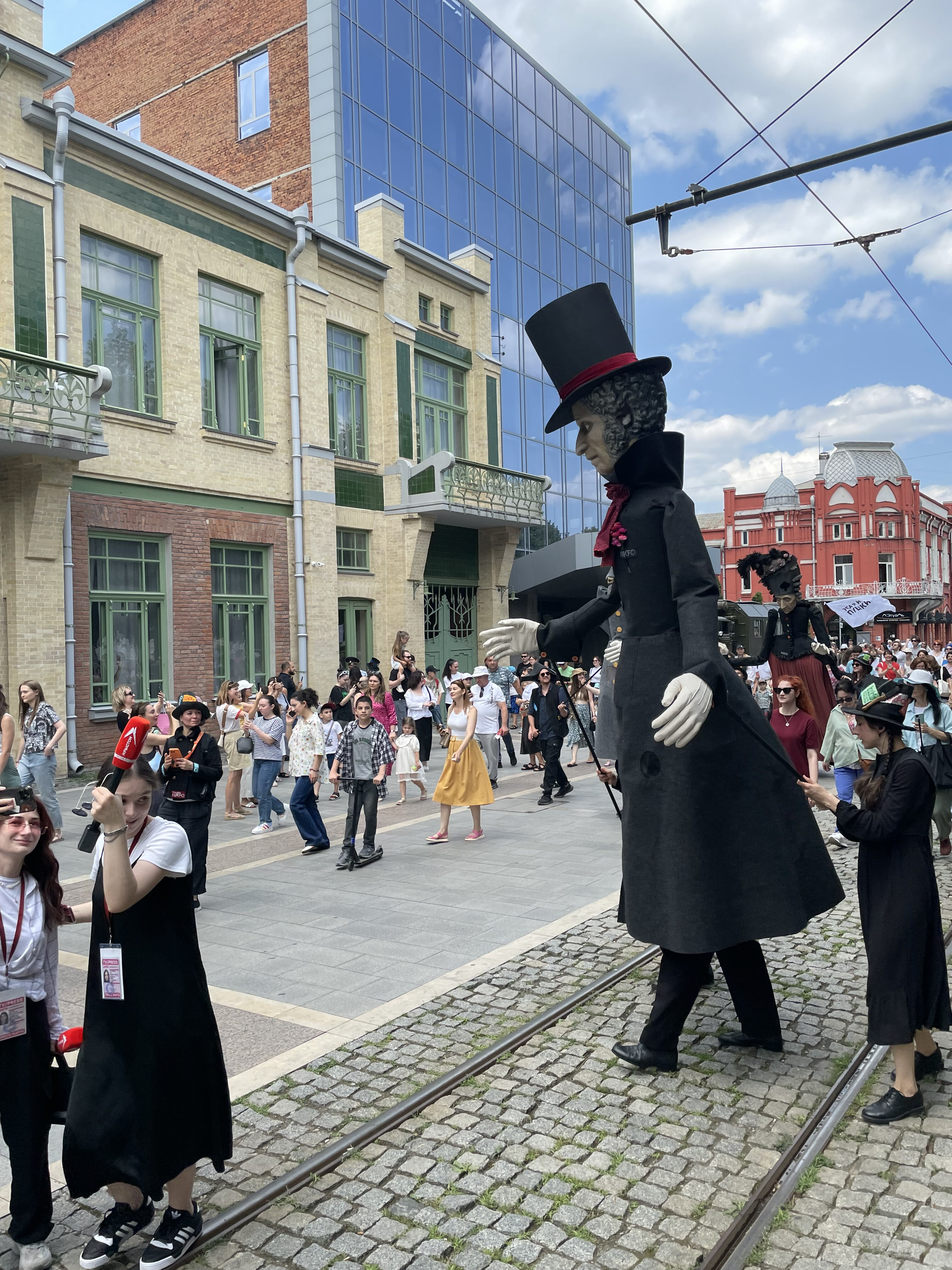
Куклы проекта «Великанцы» театра «Кукольный формат» во время карнавального шествия около дома № 11 по проспекту Мира

Первый фестиваль открылся 13 июля 2024 года на площади Свободы и был приурочен столетию Республики Северная Осетия — Алания. Фестиваль открылся карнавальным шествием уличных театров из Москвы (театр «Трикстер»), Санкт-Петербурга (театры «Кукольный формат», «Вокруг» и «Странствующие куклы господина ПэЖо»), Воронежа (театр «Вау») и жителей города с площади Свободы по проспекту Мира.
Фестиваль открыли руководитель Театра имени Вахтангова Кирилл Крок, главный режиссёр театра имени Вахтангова Анатолий Шульев, глава АМС города Владикавказа Вячеслав Мильдзихов и вице-премьер РСО-Алания Альбина Плаева. В течение недели на сценах Русского и Осетинского театрах, в городском пространстве пройдут театральные представления театров из Москвы, Санкт-Петербурга, Казани, Донецка, Омска, Архангельска. 13 июля в парке имени Коста Хетагурова были показаны шесть театральных представлений по мотивам произведений поэта Александра Пушкина.
Программа Первого фестиваля
- Зойкина квартира — Московский драматический театр имени А. С. Пушкина (на сцене Осетинского театра, 13.07)[16]
- Варшавская мелодия — Санкт-Петербургский театр «Мастерская» (на сцене Русского театра, 14.07)[17]
- Безумный день, или Женитьба Фигаро — Казанский большой драматический театр имени В. И. Качалова (Осетинский театр, 15.07)[18][19]
- Левша — Донецкий академический молодёжный театр (Русский театр, 16.07)
- Мой дедушка был вишней — Омский академический театр драмы (Осетинский театр, 17.07)[20]
- Василий Тёркин — Архангельский театр драмы имени М. В. Ломоносова (Русский театр, 18.07)[21]
- Братья Газдановы — Северо-Осетинский государственный академический театр им. В. В. Тхапсаева (Осетинский театр, 18.07)[22]

Первый фестиваль завершился 19 июля на площади Свободы, где состоялся Концерт-закрытие фестиваля (режиссёр — Эльдар Трамов, художник — Максим Обрезков, сценарий — Антон Прохоров, Марина Райкина) длительностью 6 часов (16.00 — 22.00). Вели концерт народная артистка РСФСР Анна Шатилова и залуженный артист России Александр Олешко. В этом концерте участвовали артисты Сергей Лазарев и Ольга Кормухина, творческие коллективы Северной Осетии и артисты Театра им. Е. Вахтангова. Трансляция концерта велась по федеральным телевизионным каналам. На концерте присутствовало более 10 тысяч зрителей.
Концерт посетили глава Республики Северная Осетия — Алания Сергей Иванович Меняйло, глава Республики Кабардино-Балкария Казбек Валерьевич Коков, директор Театра имени Вахтангова Кирилл Игоревич Крок. Сергей Меняйло за значительный вклад в культурное развитие Северной Осетии ведущему Александру Олешко почётное звание заслуженного артиста Северной Осетии.

### 2025
II Фестиваль начался 6 июля 2025 года. На фестиваль во Владикавказ прибыло около 500 участников из различных городов России.
Программа II Фестиваля
- «Совершенно Невероятное Событие (Женитьба в 2-х действиях)» — Театр «Мастерская Петра Фоменко» (Москва), 7 июля
- «Послы гор» — Северо-Осетинский государственный академический театр имени В. В. Тхапсаева, 8 июля
- «Авиатор» — театр кукол «Экият», Казань, 8 июля
- «Дорогой мистер Смит» — Театр на Садовой, Санкт-Петербург, 9 июля
- «Халхин Гол. Тангариг» — Бурятский академический театр драмы имени Хоца Намсараева, Улан-Удэ, 10 июля
- «Чехов. Интродукция» — Русский театр, Элиста, 11 июля
- «Мэри Поппинс» — Рязанский областной театр кукол, 12 июля